# Caseros
Caseros è una città della provincia di Buenos Aires, in Argentina. La località è il capoluogo del partido di Tres de Febrero, nella zona ovest dell'area metropolitana bonaerense.

## Storia
Nel 1781 le terre occupate dall'odierna città furono vendute a Diego Casero. Questi, il cui nome corrotto dagli abitanti darà il nome alla località, costruirà negli anni successivi una grande colombaia (palomar in spagnolo) nell'area dove oggi sorge la cittadina di El Palomar.
Il 3 febbraio 1852 fu luogo della celebre battaglia che segnò la caduta di Juan Manuel de Rosas e l'ascesa di Justo José de Urquiza.
Nel 1888 la zona fu raggiunta da due linee ferroviarie, la San Martín e la Federico Lacroze. Successivamente i terreni limitrofi alla stazione vennero lottizzati e venduti dando così origine alla moderna città, la cui fondazione viene fatta datare al 21 febbraio 1892.

## Cultura

### Istruzione

#### Università
La città e la sede dell'Università Nazionale di Tres de Febrero, fondata nel 1995.

## Infrastrutture e trasporti

### Ferrovie
Caseros è servita da una stazione ferroviaria posta lungo la linea suburbana San Martín che unisce Buenos Aires con le località della parte nord-occidentale dell'area metropolitana bonaerense.

## Sport
La principale società sportiva della città è l'Estudiantes de Caseros.